# Za zaprtimi vrati
Zaprta vrata (izvirno francosko Huis clos) je eksistencialistična drama francoskega književnika Jeana-Paula Sartra. Ta drama, ki opisuje pekel, je bila prvič uprizorjena v gledališču Vieux-Colombier maja 1944, tik pred osvoboditvijo Pariza.

## O drami
Akterji drame, Garcine (strahopetec), Estelle (detomorilka) in Ines (samomorilka in morilka z lezbično podlago), so že umrli. Vsak posameznik je v življenju storil veliko zločinov. Pekel pa ni, kot so si ga predstavljali. Živijo zaprti v sobi in ne morejo spati. Mučenje ni, kot bi si ga predstavljal Dante Alighieri v Božanski komediji. Najslavnejši stavek je »Pekel so ljudje okoli nas«, saj morajo mučiti eden drugega v neskončnost.
Zaprta vrata je drama s krajšim besedilom, uvrščamo pa jo pod naslednje žanre: je idejna drama, saj ima poudarjeno idejo, na kateri je grajena cela drama; konverzacijska drama, saj celotno besedilo temelji na poudarjenih problemih, duhovnih dialogih; in komorna drama, ker je ustvarjena za manj gledalcev, poudarja človeške odnose, ima manjši uprizoritveni prostor, bolj intimne odnose in manjše število oseb.

### Teze drame
- človek je to, kar sam hoče, samo dejanja dokazujejo kaj je kdo v resnici hotel;
- človek ni nič drugega, kot tisto, kar je v svojem življenju počel; o tem priča že naslov, zaprti drug z drugimi, vrata se ne dajo odpreti, luč stalno gori, zvonec ne dela (ne morejo ven), ni oken; nikoli ne spijo, so ves čas pri zavesti; mučno vzdušje, duševno trpljenje; statično dogajanje, dinamično je le notranje.

Dramska tehnika je analitična (odlomek-sintetičen).
Dramski konflikt iz različnih karakterjev: ni ljubezni, egocentrizem, izobčenci, vsak hoče uveljaviti svojo voljo in obvladati drugega.
Teme: nemočnost pobega pred samim sabo, zločin in kazen, neizbrisnost krivde, svoboda-odgovornost, motivi: motiv pekla, duševno trpljenje.
Idejno sporočilo: krivda je neizbrisna, človek je ujet v pekel v samem sebi; za vsa dejanja si popolnoma odgovoren; človek je svojo usodo sam začel, za njo je popolnoma odgovoren, ljudje ustvarjajo drug drugemu pekel, ker je ta v njih samih.

## Kratka vsebina
Igra se začne, ko sobar z Garcinom vstopi v sobo, in kmalu lahko spoznamo, da je v peklu (mnogi verjamejo, da je pekel prikazan kot ogromen hotel, ker so v delu omenjene sobe in hodniki). Soba nima oken ali ogledala ter ima samo ena vrata. Najprej se Garcinu pridruži Ines, kasneje pa še Estelle. Po njunem prihodu sobar odide in vrata se zaprejo in zaklenejo. Vsi pričakujejo mučenje, vendar nikakršen mučitelj ne prispe. Namesto tega spoznajo, da so oni tam, da mučijo drug drugega, kar učinkovito počnejo s preiskovanjem grehov, želja in neprijetnih spominov drug drugega. Sprva vidijo kaj se dogaja na Zemlji v zvezi z njimi samimi, čeprav lahko le gledajo in poslušajo, ampak sčasoma (s tem ko njihova povezava z Zemljo pojema in ko živeči nadaljujejo s svojimi življenji) ostanejo sami s svojimi mislimi in v družbi z ostalima dvema. Blizu konca igre Garcin zahteva, da ga spustijo ven, in vrata se odprejo, vendar se vsi odrečejo odhodu.

## Dogajalni prostor
Celotna drama se dogaja v hotelskem salonu iz drugega cesarstva. Hotel je sestavljen iz neštetih sob, brez izhoda in je prispodoba za pekel. V sobi ni ogledal, oken in postelj, večkrat pa je omenjen bronast odlitek. V salonu je vedno svetloba, ni dneva in noči. Osebam so namenjeni trije kanapeji, eden izmed njih je temnordeč, drugi pa zelen. Sobarja lahko pokličejo z zvoncem, ki pa ne deluje.

## Opis oseb

### Garcin
Garcin je prva oseba, ki je predstavljena bralcu. Je Brazilec, čigar greh je strahopetnost (dezertiral je iz vojske ob začetku druge svetovne vojne) in brezčutnost (zelo očitno je varal svojo ženo, celo do te stopnje, da je njemu in njegovi ljubici zjutraj nosila zajtrk v posteljo, brez kakršnega koli sočutja). Na začetku igre sovraži Ines, ker ona spozna njegovo šibkost, in si želi Estelle, saj se mu zdi, da ga obravnava kot moškega. Vendar do konca igre spozna, zakaj Ines uvidi njegovo šibkost in brezčutnost, samo njena odveza ga lahko osvobodi (če je njegova osvoboditev sploh še možna). Stalno čaka na prihod fizičnega in psihičnega mučenja, a šele na koncu se zave, da ga je v resnici bil ves ta čas deležen. Obsojen je na željo po bolečini, ker se mu zdi, da se bo s tem odkupil za svoja strahopetna dejanja. Po poklicu je bil novinar. Umrl je tako, da je bil ustreljen.

### Ines
Ines je druga oseba, ki vstopi v sobo. Je lezbijka. Njen greh je, da je ženo obrnila proti njenemu možu, popačila je njeno dojemanje svojega soproga. Zdi se, da je Ines edina, ki resnično razume moč mnenja, saj skozi celotno igro manipulira z Estellinim ter Garcinovim mnenjem o drugem in o nju samih. Je tudi edina, ki je že sprva odkrita o svojih, Garcinovih in Estellinih grehih. Brez nje življenje v peklu ne bi bila muka. Umrla je, ker je njena prijateljica spustila plin.

### Estelle
Estelle je ženska visoke družbe, blondinka, ki se je poročila s svojim možem samo zaradi denarja in ga varala z mlajšim moškim. Skozi igro napreduje pri Garcinu, želi se definirati kot ženska (kar je mogoče njena edina vloga) s pomočjo moškega. Njena greha sta varanje moža in detomor otroka, ki ga je imela s svojim mladim ljubimcem, katerega je to pripeljalo do samomora. Na koncu izgubi boj za Garcina proti Ines.

### Sobar
Vstopi v sobo z vsemi tremi osebami, vendar ima edini pravi dialog samo z Garcinom. Nikjer v delu ni razvidno ali je bil rojen za to službo ali je bil izbran za njo ali je to njegova kazen. Izvemo, da je njegov stric šef sobarjev. Obstaja več interpretacij o namenu sobarjevega lika.